# Fod (længdeenhed)
 For alternative betydninger, se Fod. (Se også artikler, som begynder med Fod)
En fod er en længdeenhed, som varierer fra land til land, fordi den var baseret på menneskers (kongers) fodtøj. Længdeenheden blev anvendt helt tilbage til sumererne.
Før afskaffelsen af enheden fod i Danmark år 1907 svarede enheden dansk fod til 0,3138535 meter. I engelsk og USA anvendes enheden fod stadigvæk (1 foot, 2 feet, symbol apostrof: ') svarende til 0,3048 meter.
En fod (1') opdeles i 12 tommer (12''), der hver opdeles i 12 linjer (12'''). En linje opdeles igen i 12 skrupler (12IV ), og her er forklaringen på disse "gåseøjne" som længdeenhedssymboler: Det er små romertal, og skrupler angives med et 4-tal.
Den engelske fod anvendes stadig i stor stil i f.eks. USA og Storbritannien. I  luftfarten viser de fleste  højdemålere flyvehøjden i fod.

## Fod i forskellige lande
- 1 engelsk fod (foot) = 0,3048 meter.

De følgende bruges ikke mere:
- 1 russisk fod (engelsk fod lånt af Peter den Store) = 12 tommer = 1/7 russisk sazhen = 0,3047 m.
- 1 fransk fod (pied du roi) = 12 pouces = 0,32484 m.
- 1 Amsterdam-fod (voet) = 0,2831 m.
- 1 Rotterdam-fod = 0,296 m.
- 1 venetiansk fod = 0,34773 m.
- 1 dansk fod (før år 1907) = 0,3138535 m.[1]
- 1 norsk fod (efter 1824) = 0,31375 m.
- 1 svensk fod (før år 1889) = 12 svenske tommer (tum) = 0,29690 m.
- 1 portugisisk fod = 0,3285 m.
- 1 spansk fod (-1752) (Pie de Ribera/de Rey) = 12 Pulgadas = 0,287342 m.
- 1 spansk fod (1752-1765) (Pie de Burgos/Castellano) = 0,278635 m.
- 1 spansk fod (1765-) (Pie de Rey) = 12 Pulgadas = 0,32483 m.